# Томас Дункан
Томас Дункан (англ. Thomas Duncan; бл. 1850, Таннадіс — 27 жовтня 1910) — шотландський коваль і політичний діяч у Манітобі. Він представляв Морден з 1892 по 1899 рік у Законодавчих зборах Манітоби як ліберал.

## Біографія
Він народився в Таннадісе, графство Форфаршир, а освіту здобув у Кіррімуїрі. Дункан приїхав до Канади в 1871 році, а в 1874 році переїхав на захід до Манітоби. Він був мером Нельсона з 1886 по 1887 рік і начальником в'язниці Північного Дафферіна з 1884 по 1885 рік.
Після відходу з політики у 1899 році Дункан працював у канадському імміграційному департаменті. Робота привела його до Сиракуз, штат Нью-Йорк, де він помер від черевного тифу в 1910 році.